# 沙生大戟
沙生大戟（学名：Euphorbia kozlovii）为大戟科大戟属的植物。分布在蒙古以及中国大陆的山西、内蒙古、宁夏、青海、甘肃、陕西等地，多生长于荒漠沙地，目前已由人工引种栽培。

## 别名
青海大戟，狭叶青海大戟（中国沙漠植物志），狭叶沙地大戟（内蒙古植物志）

## 异名
- Euphorbia kozlovii Prokh. var. angustifolia S. Q. Zhou